# Autostrada Europa
L'autostrada Europa, designata come A6, è un'autostrada in costruzione situata nella Bulgaria occidentale. 
Al gennaio 2024 risultano completati 46,5 dei 63 km previsti. L'autostrada collega la capitale bulgara Sofia con il confine bulgaro-serbo, nei pressi di Kalotina. E' interconnessa con altre tre autostrade bulgare: Hemus (A2), Trakija (A1), Struma (A3). Con queste ultime due autostrade, il collegamento avviene per mezzo della Tangenziale di Sofia. 
Fa parte del Corridoio paneuropeo IV. Varcato il confine, l'autostrada prosegue in Serbia con il nome di A4 verso la città di Niš.
Il completamento dell'autostrada è previsto per la fine del 2024.